# Exagerado (canção)
"Exagerado" é uma canção do cantor de rock brasileiro Cazuza, incluída em seu primeiro álbum em carreira solo, Exagerado. Lançada em 1985, tornou-se um de seus maiores sucessos e sua marca registrada. A letra foi escrita por Cazuza e Ezequiel Neves, que chamaram Leoni para compor a melodia.

## Contexto
Em depoimento dado ao programa Por Trás da Canção, exibido originalmente pelo Canal Bis, Regina Echeverria, escritora e autora do livro "Cazuza - Só as Mães São Felizes", cita uma confissão feita por Cazuza sobre Exagerado: "Esta talvez seja a música mais autobiográfica da minha vida, embora eu feito essa letra pensando no Zeca (apelido de Ezequiel), porque ele é o verdadeiro exagerado".
Em outro depoimento, Leoni relembra que a letra original de Exagerado era enorme. E revelou: "Cazuza achava que o ideal era que fosse um bolero, porque bolero é uma coisa latina e latino era exagerado. Eu falei pra ele que não iria fazer bolero de jeito nenhum, porque eu não tinha a menor ideia de como fazer um bolero." No fim, Leoni acabou compondo um rock'n'roll inspirado em The Who.
O videoclipe da música foi exibido pela primeira vez no programa Fantástico, da Rede Globo. Dirigido e editado por Paulo Trevisan, mostra Cazuza brincando com um computador, além de cenas externas gravadas nas ruas do Rio de Janeiro.

## Regravações de destaque
1999 - Ney Matogrosso, no álbum Vivo.
2002 - RPM, no álbum RPM 2002.
2005 - Leoni, no DVD Leoni ao Vivo (com participações especiais de Herbert Vianna, Dinho Ouro Preto e Léo Jaime).
2008 - Wilson Sideral, no álbum Dias Claros.
2008 - Biquíni Cavadão, no álbum 80 Vol. 2 -  Ao Vivo no Circo Voador.
2012 - Frejat, no álbum Frejat ao Vivo no Rock in Rio.
2020 - Leila Pinheiro, Rodrigo Santos e Roberto Menescal, no álbum Faz Parte do Meu Show: Cazuza em Bossa.

## Músicos
- Cazuza: voz
- Nico Rezende: teclados (Yamaha DX-7, Roland JX-3P, Roland Alpha Juno-2)
- Rogério Meanda: Guitarras
- Décio Crispim: baixo
- Fernando Moraes: bateria

## Comercial de TV
Em 2015, a indústria de telefonia Vivo realizou um vídeo em homenagem aos 30 anos da canção Exagerado, onde Cazuza (interpretado pelo ator Emílio Dantas) aparece como um cupido e lança várias flechas em um casal de jovens apaixonados, fazendo eles realizarem várias provas de amor um pelo outro. Durante o vídeo é tocada a versão original da canção e em seu final é mostrada a mensagem "Há 30 anos o verdadeiro exagerado nos ensinou como é bom amar e viver intensamente cada minuto."

## Exagerado 3.0
Exagerado 3.0 é uma nova versão para a canção, aproveitando os vocais originais de Cazuza em um novo arranjo produzido por Liminha, com as guitarras tocadas por Dado Villa-Lobos, a bateria por João Barone e programações de Kassin. Foi lançada como single em 1 de junho de 2015, alcançando a 73ª posição na parada musical da Billboard Brasil.

### Formatos e faixas
Download digital
1. "Exagerado 3.0" - 3:46

### Desempenho nas tabelas musicais

#### Paradas semanais
| Parada (2015)                       | Melhor posição |
| ----------------------------------- | -------------- |
| BR Billboard Brasil Hot 100 Airplay | 73             |